# بوب شميت (عازف بانجو)
بوب شميت (بالإنجليزية: Bob Schmidt)‏ هو عازف مندولين أمريكي، ولد في 26 سبتمبر 1968.